# تپه آرنگ
تپه آرنگ در شهرستان قزوین، روستای رجایی دشت واقع شده و این اثر در تاریخ ۳ بهمن ۱۳۷۹ با شمارهٔ ثبت ۳۰۱۸ به‌عنوان یکی از آثار ملی ایران به ثبت رسیده است.